# Station Dollern
Station Dollern (Bahnhof Dollern) is een spoorwegstation in de Duitse plaats Dollern, in de deelstaat Nedersaksen. Het station ligt aan de spoorlijn Lehrte - Cuxhaven. Het station telt twee perronsporen. Op het station stoppen alleen treinen van de S-Bahn Hamburg.

## Treinverbindingen
De volgende treinserie doet station Dollern aan:
| Serie | Treinsoort        | Route | Bijzonderheden |
| ----- | ----------------- | --- | -------------- |
|       | S-Bahn (DB Regio) | Elbgaustraße – Eidelstedt – Dammtor – Hauptbahnhof – Harburg – Harburg Rathaus – Neugraben – Buxtehude – Dollern – Stade |                |